# Mason McTavish
Mason McTavish (Zúrich, Suiza, 30 de enero de 2003) es un jugador profesional suizo de hockey sobre hielo que se desempeña en la posición de centro en Anaheim Ducks, equipo de la National Hockey League (NHL).

## Carrera
Fue seleccionado en la primera ronda en la NHL Entry Draft de 2021. Hizo su debut profesional con el equipo Anaheim Ducks, donde lleva jugando tres temporadas.